# 岩下温泉
岩下温泉（いわしたおんせん）は山梨県山梨市上岩下にあった温泉。山梨最古の温泉と言われていた。

## 泉質
- アルカリ性単純泉
  - 源泉温度28.2℃

### 効能
- 神経痛、関節痛、筋肉痛

※注 : 効能はその効果を万人に保証するものではない

## 温泉街
山梨市の西部、奥秩父山塊兜山の東麓に位置し、笛吹川の支流で永昌院付近より発する小さな小川（平等川）に沿った静かな一軒宿の温泉であった。周囲には桃やブドウの果樹園が広がる。

## 歴史

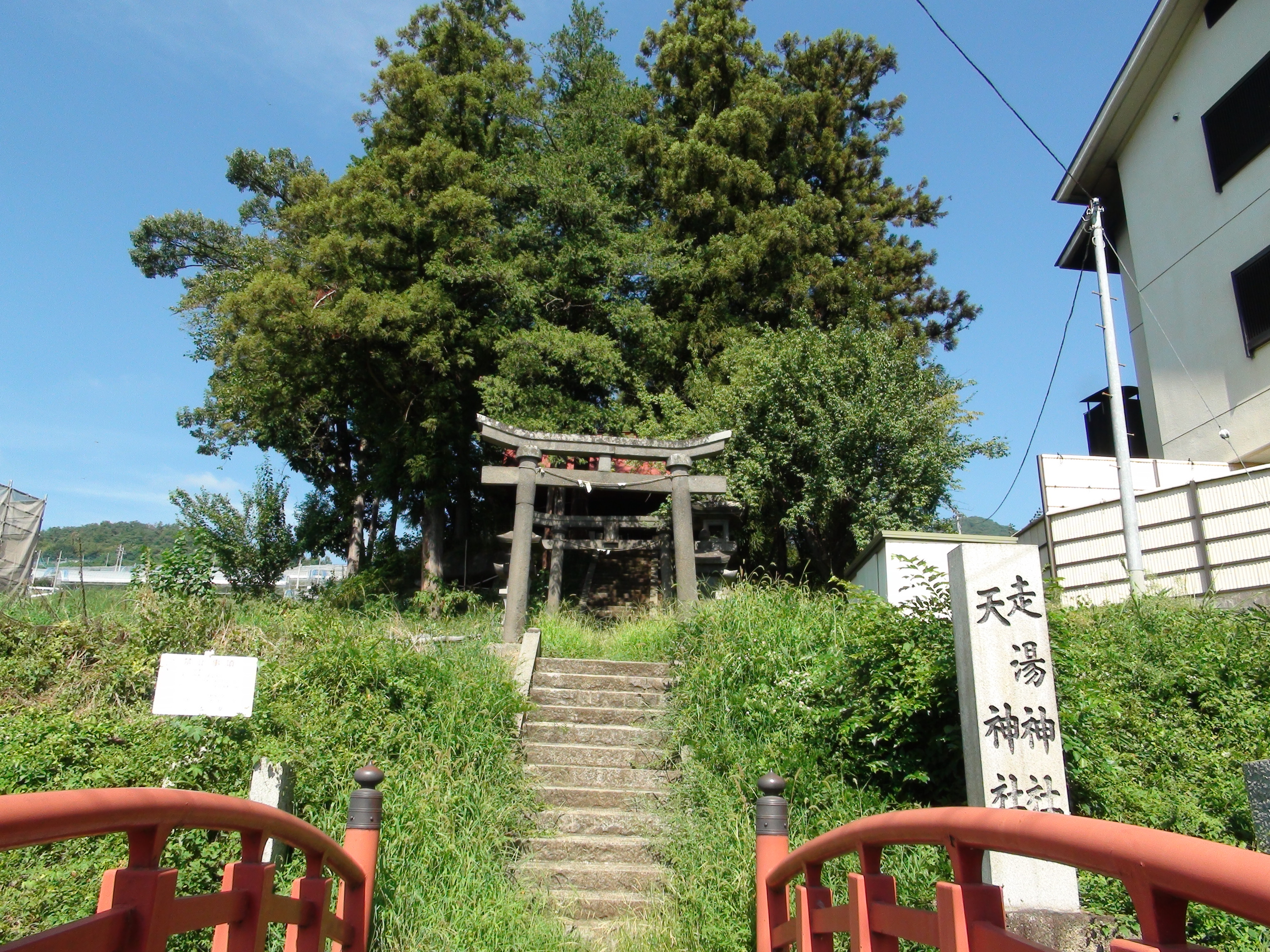
走湯神社

岩下温泉は山梨県で最も古い温泉と言われており、温泉のすぐ隣にある走湯（そうとう）神社には少名彦命が祀られている。金峰山を本宮とする金桜神社（甲府市）の縁起に、この走湯神社の記載あることから、岩下温泉は少なくとも1700年以上前から存在していたことになる。
古くから一軒の湯宿があり、現在残る温泉旅館旧舘は1875年（明治8年）築と伝わっており、1942年（昭和17年）までは地元の共同浴場として使用され、その後旅館に転用された。現在ではすぐ隣に新しい宿泊施設が出来ており、この旧舘は日帰り専用の入浴施設として使用されている。往時の面影を残す旧舘の浴場は28℃の源泉をそのまま利用しており、半地下にあり混浴である。信玄の隠し湯としても知られる。
2024年（令和6年）10月末に一軒宿は閉館。閉館に伴い、山梨最古の温泉は西山温泉慶雲館となった。

## アクセス
- 鉄道：中央本線春日居町駅下車。タクシーで約5分。
- 車:富士吉田IC､一宮御坂ICから国道137号経由｡

## 周辺施設
- 永昌院
- 根津記念館
- 万力公園
- 山梨県笛吹川フルーツ公園